# Patty Loveless
Patty Loveless, nascida Patricia Lee Ramey, (Pikeville, 4 de janeiro de 1957) é uma cantora estadunidense de música country. Desde o seu aparecimento na cena da música country em 1987 com seu primeiro álbum, auto-intitulado, Loveless foi uma das cantoras mais populares do sexo feminino dos movimentos neotradicionais país, embora ela também tenha gravado um disco pop no País, de gênero Bluegrass.